# Küstendorf
Küstendorf (Servisch: Кю́стендорф, ook bekend onder de naam Drvengrad en Mecavnik), is een bergdorp bij Mokra Gora, vlak bij de grens met Bosnië en Herzegovina. 

## Film- en muziekfestival
Het is de plaats waar het jaarlijkse film- en muziekfestival van Küstendorf plaatsvindt. De filmmaker Emir Kusturica bouwde het dorp voor zijn film Life is a Miracle. 
Op het terrein is er een fotogalerij, een bibliotheek, een bioscoop, een bakkerij, een kunstwinkel en zwembad, een bakkerij, een fitnessruimte, een souvenirwinkel en het Stanley Kubrick Theater.
De straten zijn vernoemd naar Ernesto „Che“ Guevara, Novak Đoković, Diego Maradona en Ivo Andric. 
In 2010 werd tijdens een bezoek het standbeeld van Johnny Depp, de oude vriend van Emir Kusturica onthuld. 

## Afbeeldingen

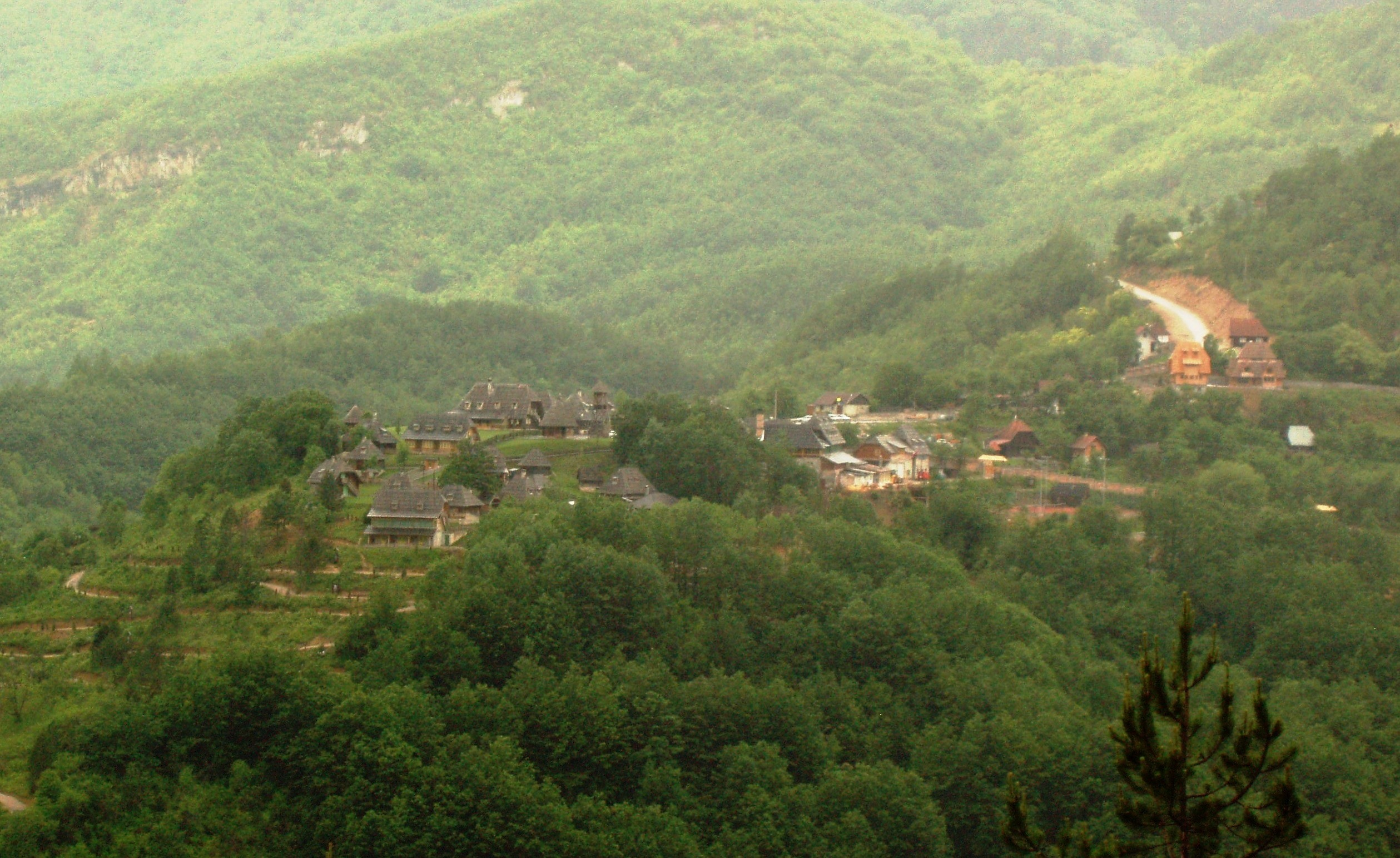
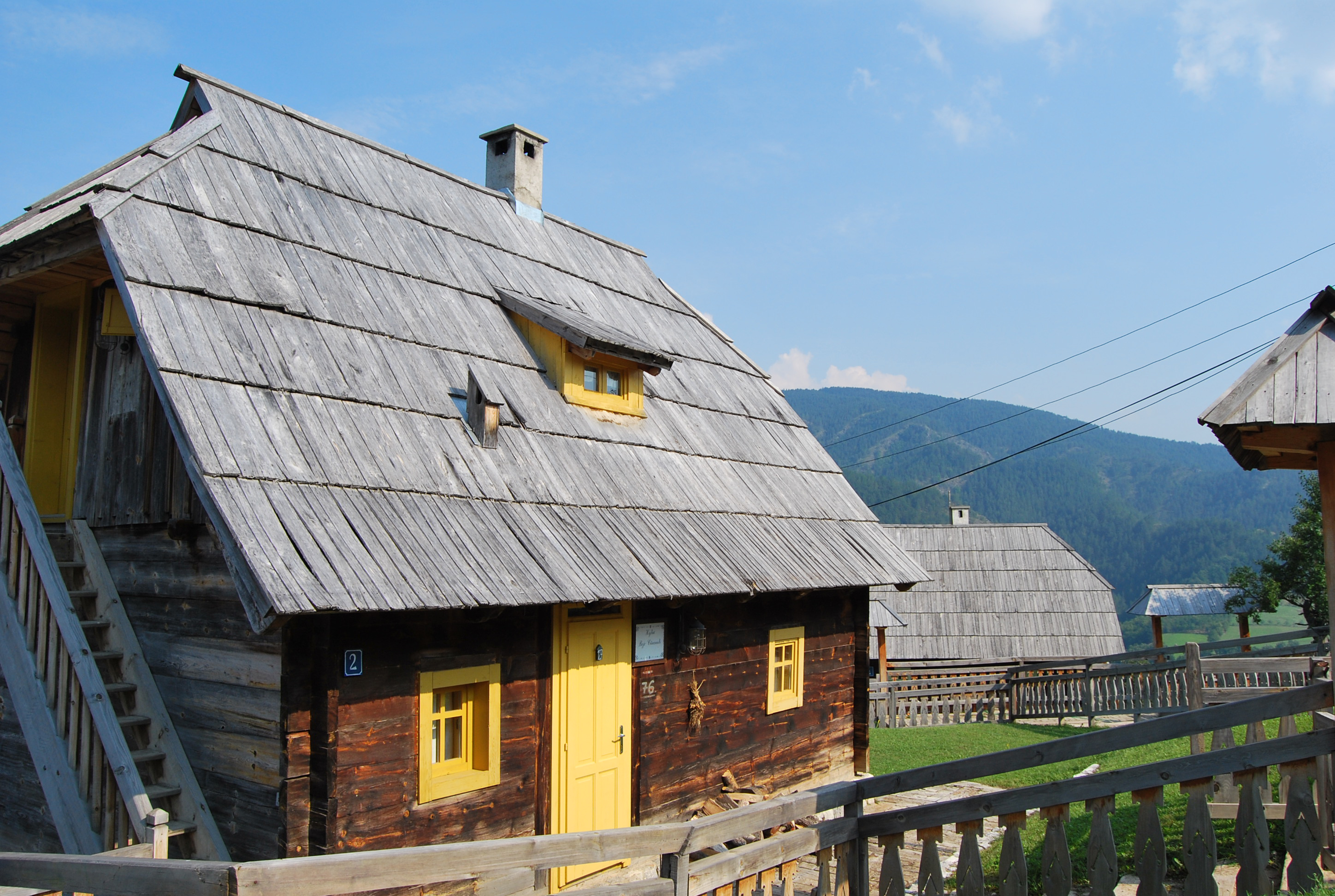
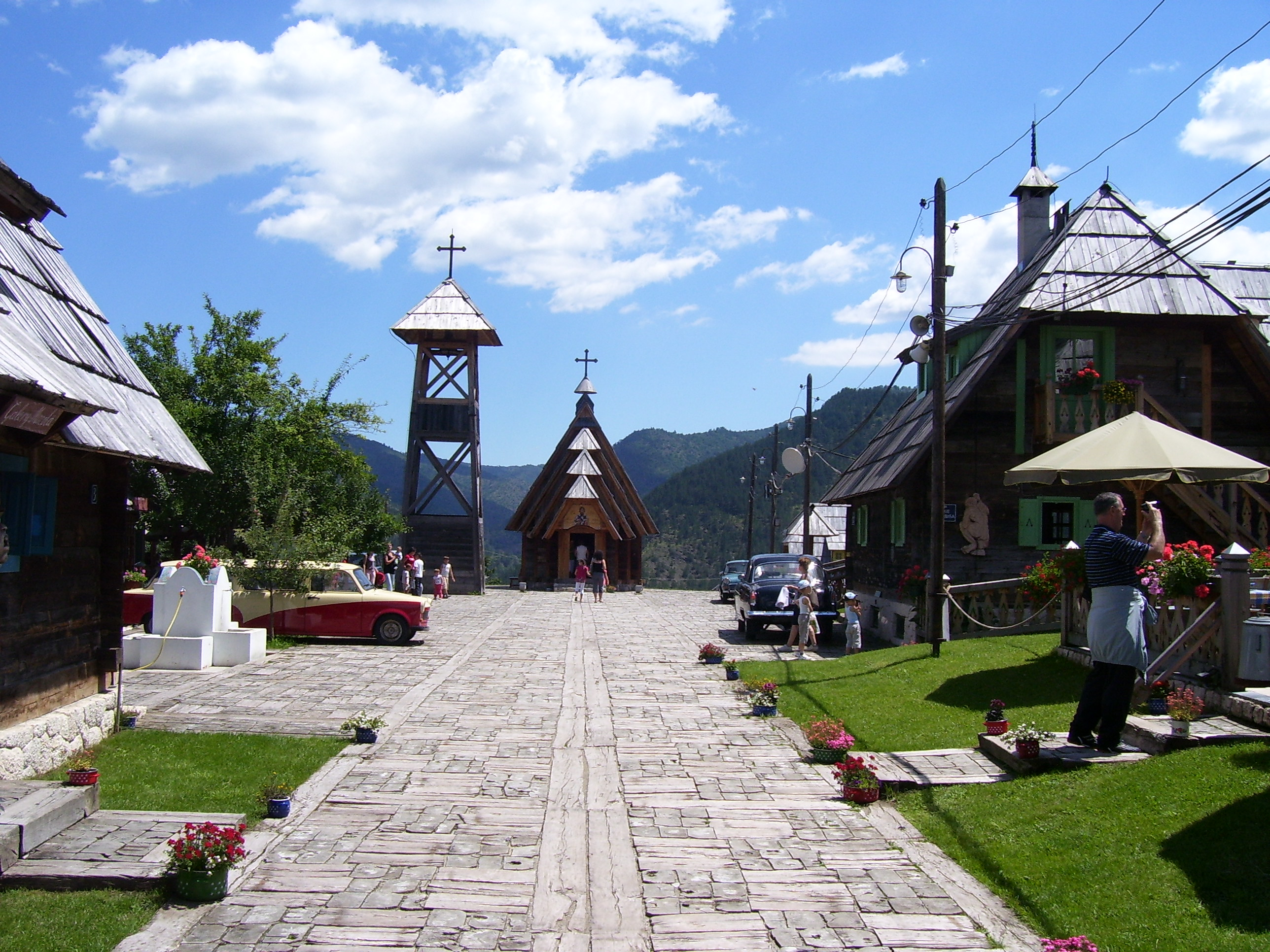
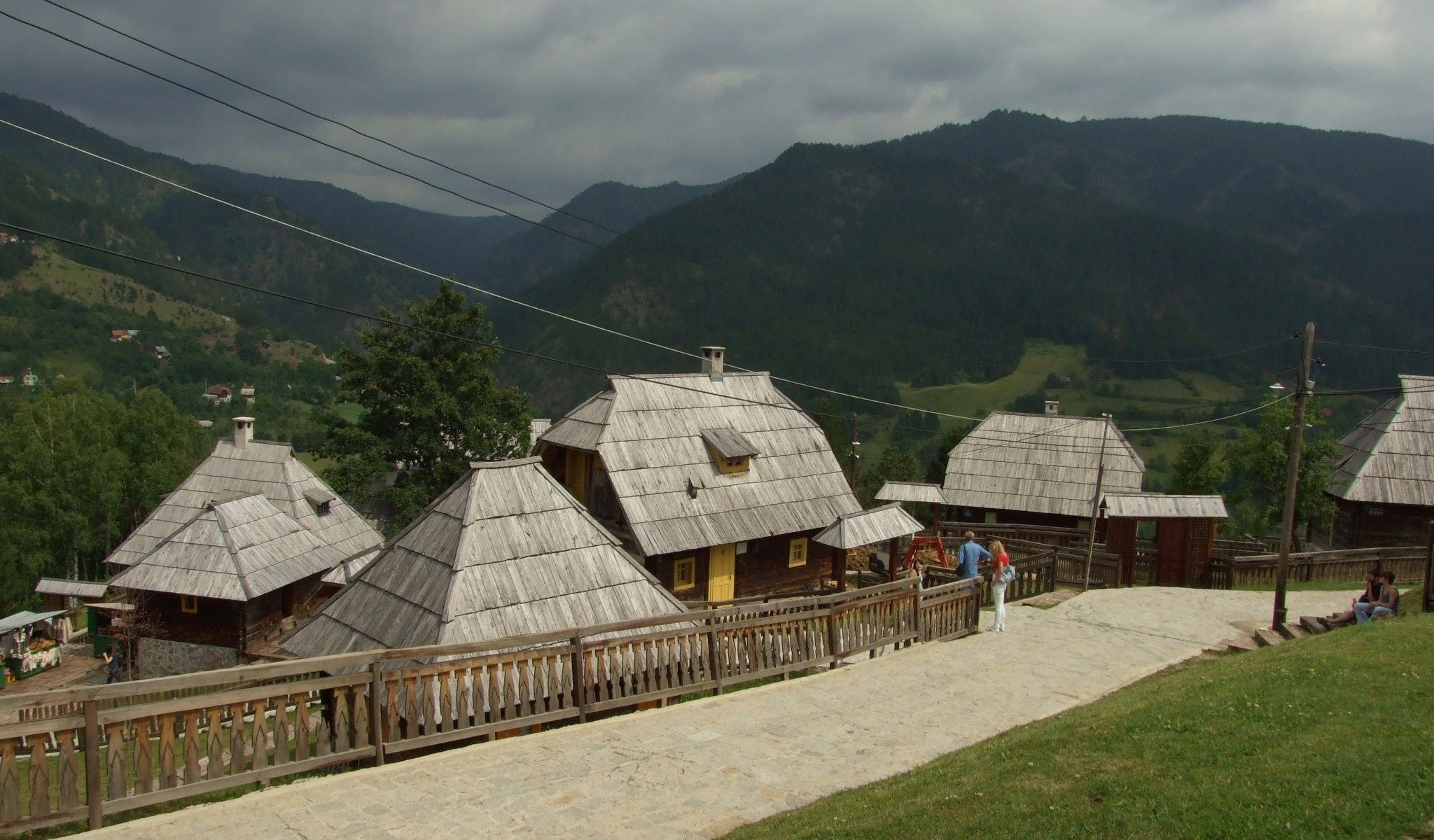
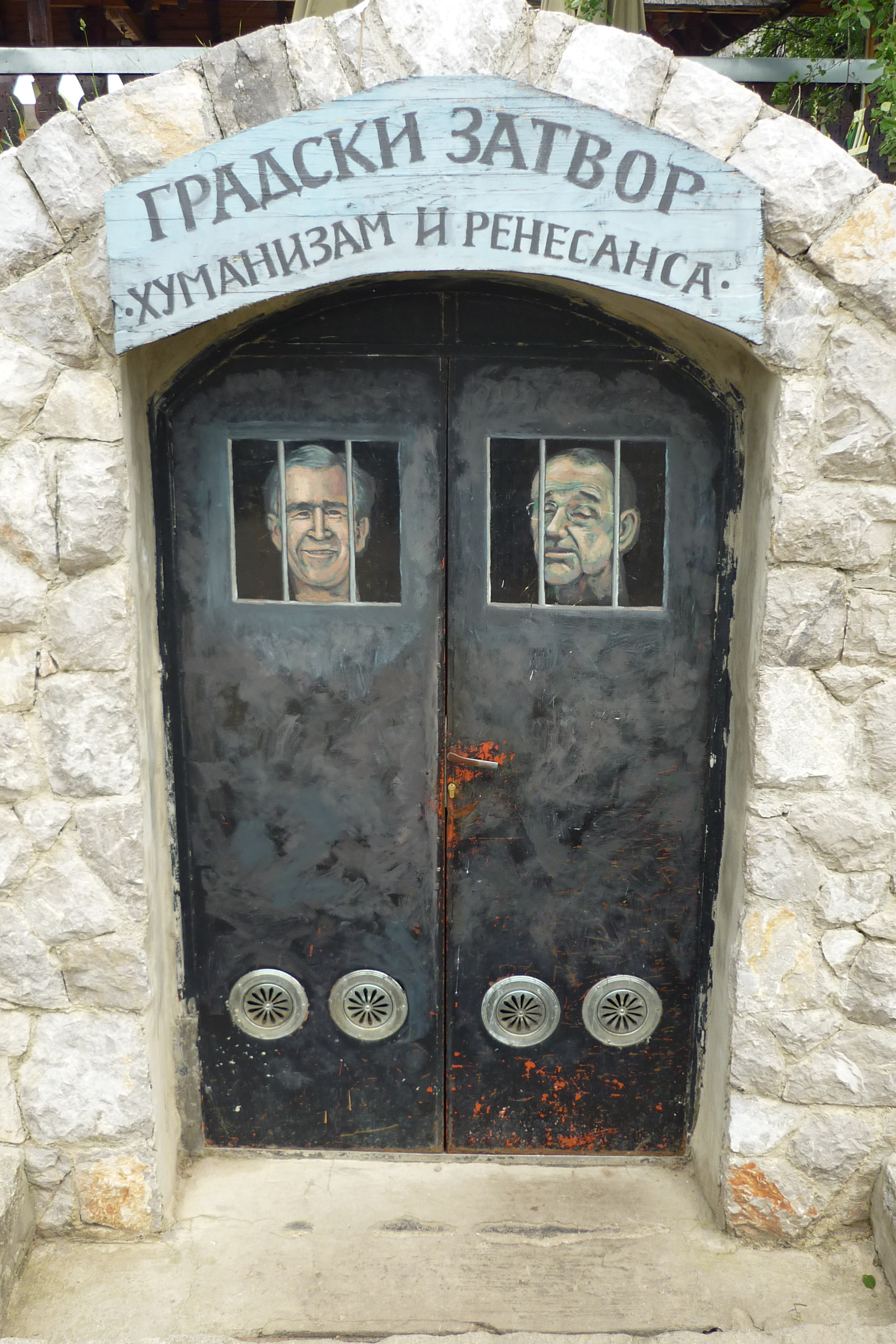